# Чемпионат Греции по баскетболу среди женщин 2012/2013
Чемпионат Греции по баскетболу среди женщин 2012/2013 годов являлся 46 сезоном Лиги «А1» — высшего женского баскетбольного дивизиона Греции. Чемпионом стал в четвёртый раз афинский «Панатинаикос».

## Регламент
Турнир проводится в два этапа
1) регулярный сезон — 12 команд с 6 октября 2012 года по 23 марта 2013 года играют между собой по круговой системе дома и на выезде.
2) плей-офф — лучшие четыре команды образуют сетку, начиная с 1/2 финала, до 3-х побед одной из команд. Особенностью розыгрыша является, что в серии учитываются матчи, проведённые между командами в регулярном сезоне. К примеру, если одна команда в «регулярке» оба раза выиграла другую команду, то серия плей-офф между ними начинается со счёта 2-0.

## Участники
Греческие клубы отказались участвовать в европейских клубных турнирах.
| 2011/12            | Клуб         | Город                  | Стадион                 |
| ------------------ | ------------ | ---------------------- | ----------------------- |
|                    | Афинаикос    | Вирон (Афины)          | «Ergani»                |
|                    | Панатинаикос | Афины                  | «Alexandra Avenue»      |
|                    | Паниониос    | Неа-Смирни (Афины)     | «New Smyrna»            |
| 4-е место          | Икарос       | Калитея (Афины)        | «Hesperus»              |
| 5-е место          | Астерас      | Экзархия (Афины)       | «Covered Strefi»        |
| 6-е место          | ГАС Иуникос  | Ано-Льосия (Афины)     | «Zofrias»               |
| 7-е место          | Кронос       | Айос-Димитриос (Афины) | «St. Demetrios»         |
| 8-е место          | Арис         | Салоники               | «Alexander Melathro»    |
| 9-е место          | ПАОК         | Пилея (Салоники)       | «P.A.O.K. Sports Arena» |
| 1-е место* (Юг)    | АО Эллиникон | Элиникон (Афины)       |                         |
| 1-е место* (Север) | Олимпиакос   | Волос                  |                         |
| 3-е место* (Юг)    | Терпсисея    | Глифада                |                         |

*- места команд в подэлитном дивизионе «Лига А2»

## Регулярный сезон
Турнирная таблица
| Место | Команда      | И  | В  | П  | М           | Очки |
| ----- | ------------ | -- | -- | -- | ----------- | ---- |
| 1     | Панатинаикос | 22 | 21 | 1  | 1574 — 1180 | 43   |
| 2     | Афинаикос    | 22 | 19 | 3  | 1596 — 1187 | 41   |
| 3     | АО Эллиникон | 22 | 18 | 4  | 1541 — 1142 | 40   |
| 4     | ПАОК         | 22 | 14 | 8  | 1405 — 1152 | 36   |
| 5     | Икарос       | 22 | 13 | 9  | 1428 — 1374 | 35   |
| 6     | Арис         | 22 | 12 | 10 | 1248 — 1312 | 34   |
| 7     | Кронос       | 22 | 12 | 10 | 1433 — 1292 | 34   |
| 8     | Астерас      | 22 | 7  | 15 | 1266 — 1432 | 29   |
| 9     | Терпсисея    | 22 | 7  | 15 | 1286 — 1322 | 29   |
| 10    | Олимпиакос   | 22 | 6  | 16 | 1261 — 1485 | 28   |
| 11    | Паниониос    | 22 | 2  | 20 | 1058 — 1665 | 24   |
| 12    | ГАС Иуникос  | 22 | 1  | 21 | 1016 — 1569 | 23   |

## Плей-аут
Звездочкой отмечены матчи, проведённые в регулярном первенстве.
 Икарос — Олимпиакос — 3-0 (82:67*, 73:55*,70:62)
Арис  — Терпсисея — 3-1 (34:57*, 63:56*, 71:55, 49:48)
Кронос  — Астерас — 3-1 (58:65*, 81:45*, 72:53, 73:49)

## Плей-офф
Звездочкой отмечены матчи, проведённые в регулярном первенстве.

### Полуфинал
| Команда #1   | Счет  | Команда #2   | 1 матч | 2 матч | 3 матч | 4 матч | 5 матч |
| ------------ | ----- | ------------ | ------ | ------ | ------ | ------ | ------ |
| Панатинаикос | 3 — 0 | ПАОК         | 70-64* | 60-51* | 64-46  |        |        |
| Афинаикос    | 2 — 3 | АО Эллиникон | 65-68* | 59-58* | 80-57  | 58-61  | 44-61  |

### Матч за 3-е место
| Команда #1 | Счет  | Команда #2 | 1 матч | 2 матч | 3 матч | 4 матч | 5 матч |
| ---------- | ----- | ---------- | ------ | ------ | ------ | ------ | ------ |
| Афинаикос  | 3 — 0 | ПАОК       | 85-51* | 54-42* | 78-60  |        |        |

### ФИНАЛ
| 8 декабря 2012 | Отчёт | АО Эллиникон                          | 59 : 68* | Панатинаикос                                                  | Афины |
| 8 декабря 2012 | Отчёт | 18 : 18, 20 : 15, 11 : 21, 10 : 14    |          |                                                               | Афины |
| 8 декабря 2012 | Отчёт | Таня Халивера (17), Бреанна Брок (13) | Очки     | Диана Дельва (29), Аристеа Маглара (14), Димитра Каленцу (13) | Афины |
| 8 декабря 2012 | Отчёт | Таня Халивера (10), Бреанна Брок (10) | Подборы  | Диана Дельва (20)                                             | Афины |
| 8 декабря 2012 | Отчёт | Марианна Аксиопоулу (4)               | Передачи | Аристеа Маглара (5)                                           | Афины |

| 16 марта 2013 | Отчёт | Панатинаикос                                               | 71 : 68* | АО Эллиникон                          | «Alexandra Avenue», Афины |
| 16 марта 2013 | Отчёт | 24 : 21, 14 : 11, 20 : 10, 13 : 26                         |          |                                       | «Alexandra Avenue», Афины |
| 16 марта 2013 | Отчёт | Аристеа Маглара (19), Иоанна Диела (19), Диана Дельва (15) | Очки     | Эвина Стамати (24), Бреанна Брок (17) | «Alexandra Avenue», Афины |
| 16 марта 2013 | Отчёт | Иоанна Диела (5), Диана Дельва (5)                         | Подборы  | Таня Халивера (10), Бреанна Брок (10) | «Alexandra Avenue», Афины |
| 16 марта 2013 | Отчёт | Аристеа Маглара (4), Димитра Каленцу (4)                   | Передачи | Антоула Балта (4)                     | «Alexandra Avenue», Афины |

| 20 апреля 2013 | Отчёт | Панатинаикос                                                   | 67 : 61  | АО Эллиникон                           | «Alexandra Avenue», Афины |
| 20 апреля 2013 | Отчёт | 8 : 14, 18 : 14, 14 : 19, 27 : 14                              |          |                                        | «Alexandra Avenue», Афины |
| 20 апреля 2013 | Отчёт | Диана Дельва (19), Димитра Каленцу (17), Анастасия Слоука (11) | Очки     | Таня Халивера (19), Эвина Стамати (16) | «Alexandra Avenue», Афины |
| 20 апреля 2013 | Отчёт | Диана Дельва (11)                                              | Подборы  | Мария Роза Бони (10)                   | «Alexandra Avenue», Афины |
| 20 апреля 2013 | Отчёт | Димитра Каленцу (6)                                            | Передачи | Эвина Стамати (6)                      | «Alexandra Avenue», Афины |

## Итоговое положение
| Панатинаикос | Елена Влани, Диана Дельва, Иоанна Диела, Димитра Каленцу, Ставрия Кониали, Евгения Котоула, Аристеа Маглара, Мария Москопоулоу, Анастасия Слоука, София Теологоу, Елена Христинаки, Иоанна Хронопоулоу Главный тренер — Гиасеми Самандоура |

- АО Эллиникон
- Афинаикос
- 4. ПАОК
- 5. Икарос
- 6. Арис
- 7. Кронос
- 8. Астерас
- 9. Терпсисея
- 10. Олимпиакос
- 11. Паниониос
- 12. ГАС Иуникос

## Лучшие
По версии сайта Eurobasket.com
| Самый ценный игрок            |
| ----------------------------- |
| Диана Дельва («Панатинаикос») |

Символическая пятёрка турнира
- Таня Халивера («АО Эллиникон»)
- Димитра Каленцу («Панатинаикос»)
- Бреанна Брок («АО Эллиникон»)
- Диана Дельва («Панатинаикос»)
- Жасмин Эрвин («Икарос»)

## Лидеры сезона по средним показателям за игру
| Показатель                   | Игрок           | Команда     | Статистика |
| ---------------------------- | --------------- | ----------- | ---------- |
| Очки в среднем за игру       | Жасмин Эрвин    | «Икарос»    | 20.6       |
| Подборов в среднем за игру   | Жасмин Эрвин    | «Икарос»    | 11.2       |
| Передач в среднем за игру    | Теони Цегианаки | «Икарос»    | 6.6        |
| Перехватов в среднем за игру | Алексия Боцари  | «Терпсисея» | 2.6        |
| Блок-шоты в среднем за игру  | Жасмин Эрвин    | «Икарос»    | 1.9        |